# St. Sebastian (Gauaschach)

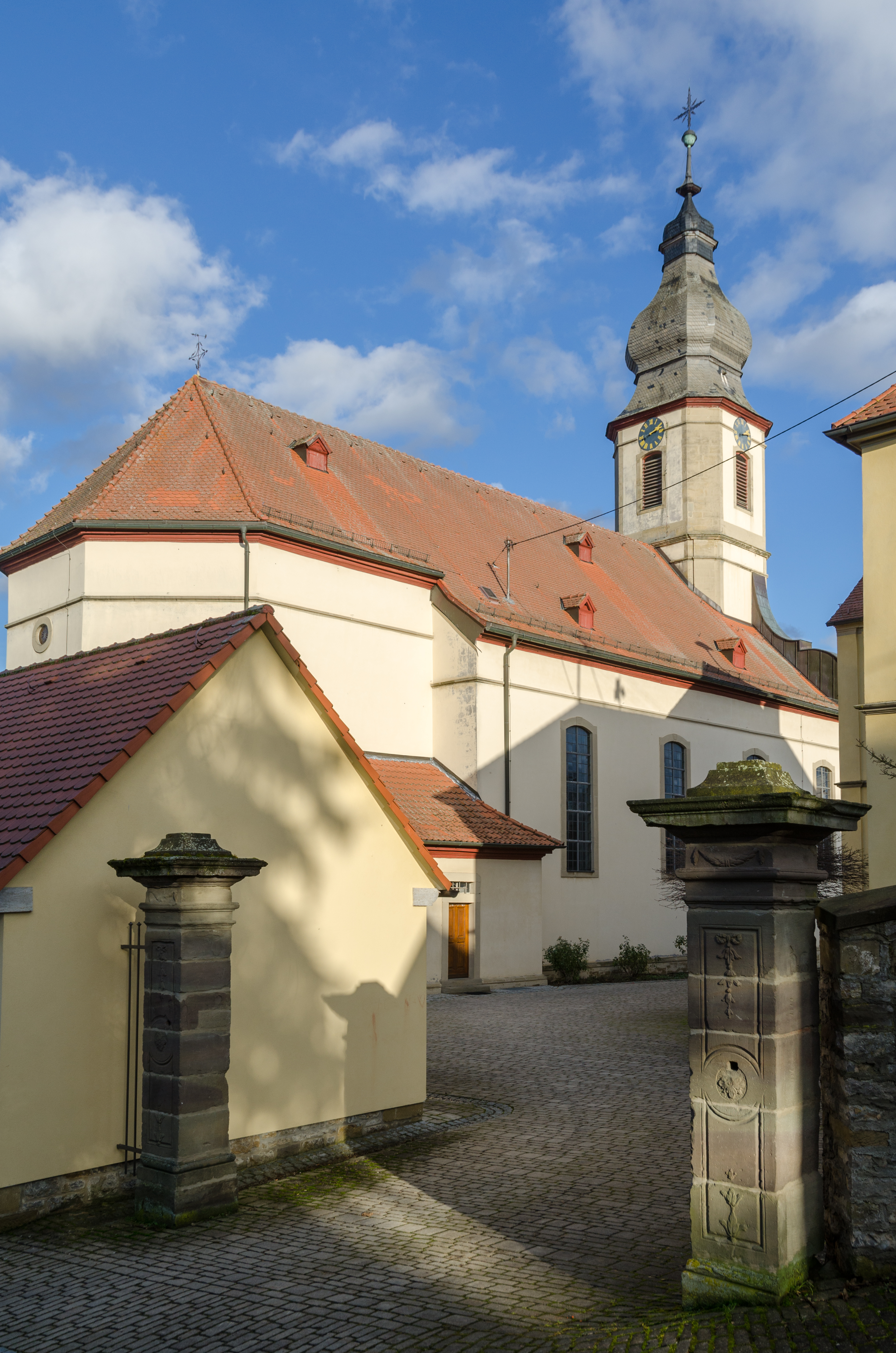
Die St. Sebastian-Kirche von Gauaschach.

Die römisch-katholische Kirche St. Sebastian in Gauaschach, einem Ortsteil von Hammelburg, einer Kleinstadt im unterfränkischen Landkreis Bad Kissingen, ist dem Hl. Sebastian geweiht.
Die Kirche gehört zu den Hammelburger Baudenkmälern und ist unter der Nummer D-6-72-127-141 in der Bayerischen Denkmalliste registriert.

## Geschichte
Am 30. März 1786 wurde mit Maurermeister Melchior Stofflet aus Höllrich der Vertrag zum vom Würzburger Dombaumeister Johann Michael Fischer geleiteten Neubau der Gauaschacher Kirche geschlossen. Nach Errichtung des Rohbaus in den Jahren 1786/1787 erfolgte im Jahr 1788 der Innenausbau. Die Stuckateurarbeiten wurden von Bossi Augustinus ausgeführt. Im Jahr 1789 waren die Bauarbeiten vollendet.
Der Hochaltar mit dem Hl. Bonifatius und dem Hl. Kilian wurde 1792 vom Eußenheimer Schreiner Andreas Schmitt und dem Karlstädter Bildhauer Jörg Schreiner angefertigt. Die Seitenaltäre wurden im Jahr 1851 eingesetzt und 1867 vergoldet.
Die Orgel stammt wurde im Jahr 1738 vom Würzburger Orgelbaumeister Johann Philipp Seuffert für das Dominikanerinnenkloster St. Markus in Würzburg erbaut. Nach der Säkularisation des Klosters 1803 wurde sie für die St.-Sebastian-Kirche erworben. Die von der Gauaschacher Witwe Anna Dorothea Reitz gestiftete Kanzel wurde im Jahr 1832 von den Karlstädter Brüdern Schäfer angefertigt.
Aus dem Jahr 1771 stammen die ersten bekannten Aufzeichnungen über eine Ausstattung der Kirche mit Glocken. Im Jahr 1898 wurden vier neue Glocken installiert, die im Ersten Weltkrieg beschlagnahmt und 1920 durch neue ersetzt wurden. Drei der vier Glocken wurden im Zweiten Weltkrieg erneut beschlagnahmt, im Jahr 1948 aber wieder eingesetzt.
Renovierungen der Kirche erfolgten in den Jahren 1980/83, 1984/90 sowie 1990/91. Am 20. Juli 1991 führte der Würzburger Bischof Paul-Werner Scheele eine Volksaltarweihe durch und segnete die restaurierte Orgel.